# Ozona (Texas)
Ozona es un lugar designado por el censo ubicado en el condado de Crockett en el estado estadounidense de Texas. En el Censo de 2010 tenía una población de 3225 habitantes y una densidad poblacional de 265,95 personas por km².

## Geografía
Ozona se encuentra ubicado en las coordenadas 30°42′27″N 101°12′22″O / 30.70750, -101.20611. Según la Oficina del Censo de los Estados Unidos, Ozona tiene una superficie total de 12.13 km², de la cual 12.13 km² corresponden a tierra firme y 0 km² (0 %) es agua.

## Demografía
Según el censo de 2010, había 3225 personas residiendo en Ozona. La densidad de población era de 265,95 hab./km². De los 3225 habitantes, Ozona estaba compuesto por el 82.08 % blancos, el 0.71 % eran afroamericanos, el 0.93 % eran amerindios, el 0.31 % eran asiáticos, el 0.09 % eran isleños del Pacífico, el 14.02 % eran de otras razas y el 1.86 % pertenecían a dos o más razas. Del total de la población el 68.25 % eran hispanos o latinos de cualquier raza.